# Stephanie Swift

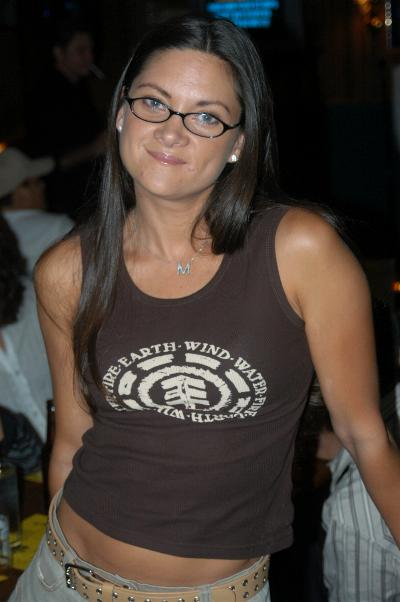
Stephanie Swift, 2005.

Stephanie Swift, egentligen Melody Clark, född den 7 februari 1972 i delstaten Louisiana i USA är en tidigare porrskådespelare och nuvarande regissör, manusförfattare och producent för porrfilmer. Hon är från USA och är av blandad härkomst (cajun, irländskt, engelskt, franskt, spanskt, filippinskt och norskt). 
Stephanie Swift är en veteran inom porrbranschen. Hon föddes i Louisiana men har bott i södra Kalifornien sedan hon var tio år. Har jobbat som tandsköterska och strippa, och som nakenmodell i fem år. Har varit verksam inom porrfilmsbranschen sedan 1995. En av hennes tidigaste scener var med den senare obscenitetsdömde regissören Max Hardcore.
Swift lanserade sitt eget produktionsbolag, Swift Entertainment, 2004, där hon är regissör, manusförfattare och producent. 
Hon har också gjort fetischporr tillsammans med skådespelaren Satine Phoenix. 